# Barbara Saltamartini
Barbara Saltamartini (Roma, 27 agosto 1972) è una politica italiana.
È stata consigliera provinciale di Roma dal 1998 al 2008 per Alleanza Nazionale e deputata alla Camera dal 29 aprile 2008 al 12 ottobre 2022 per Il Popolo della Libertà, Nuovo Centrodestra e Lega Nord/Lega per Salvini premier in tre legislature (XVI, XVII, XVIII), ricoprendo vari incarichi parlamentari.

## Biografia
Nata il 27 agosto 1972 a Roma, dove tuttora vive; separata, ha lavorato nel settore della comunicazionee dell'organizzazione di eventi.
Esponente del Movimento Sociale Italiano (MSI), nel 1995 aderisce alla svolta di Fiuggi di Gianfranco Fini e alla fondazione di Alleanza Nazionale (AN), dove diventa dirigente romano della sua organizzazione giovanile: Azione Giovani.
Alle elezioni amministrative del 1997 viene eletta consigliera circoscrizionale di Roma per AN

### Consigliera provinciale di Roma
Alle elezioni amministrative del 1998 si candida al consiglio provinciale di Roma, tra le liste di AN a sostegno del candidato presidente del centro-destra l'ex missino Silvano Moffa, venendo eletta consigliera provinciale sotto l'amministrazione provinciale di Moffa. Alla successiva tornata elettorale del 2003 viene rieletta al consiglio provinciale per Alleanza Nazionale, ottenendo oltre il 32% dei consensi nel proprio collegio, collocata all'opposizione della giunta provinciale di centro-sinistra guidata da Enrico Gasbarra.
È stata tra i promotori del Comitato Militanti per la vita.
A febbraio 2007 viene eletta alla guida del dipartimento Pari Opportunità di Alleanza Nazionale ed entra a far parte dell'esecutivo nazionale del partito.

### Elezione a deputata

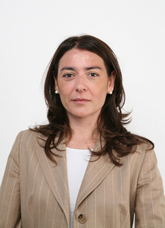
Barbara Saltamartini eletta alla Camera dei deputati nel 2008

Alle elezioni politiche del 2008 viene candidata alla Camera dei deputati, tra le liste del Popolo delle Libertà (che univa principalmente Alleanza Nazionale e Forza Italia) nella circoscrizione Sicilia 2, risultando eletta deputata. Nella XVI legislatura della Repubblica è stata vice-presidente del gruppo parlamentare del Popolo delle Libertà (PdL) alla Camera, capogruppo del PdL nella Commissione parlamentare per l'infanzia e l'adolescenza, componente della 11ª Commissione Lavoro pubblico e privato e della 12ª Commissione Affari sociali.
All'interno del PdL è stata componente della Direzione nazionale e Responsabile nazionale del Settore Pari opportunità.

### Rielezione alla Camera
Alle elezioni politiche del 2013 si ricandida alla Camera dei deputati, tra le liste de Il Popolo della Libertà nella circoscrizione Lazio 2 in terza posizione, venendo rieletta a Montecitorio. Nel corso della XVII legislatura è stata componente della 14ª Commissione Politiche dell'Unione Europea in sostituzione del ministro delle politiche agricole Nunzia De Girolamo, della Commissione "Jo Cox" sull'intolleranza, la xenofobia, il razzismo e i fenomeni di odio (2016-2017), della Commissione parlamentare d'inchiesta sulle condizioni di sicurezza e sullo stato di degrado delle città e delle loro periferie (2016-2018), oltreché membro (2013-2018) e vicepresidente (2013-2015) della 5ª Commissione Bilancio, Tesoro e Programmazione.
Il 16 novembre 2013, contestualmente allo scioglimento del Popolo della Libertà e al rilancio di Forza Italia, aderisce al Nuovo Centrodestra (NCD) guidato da Angelino Alfano, venendo nominata portavoce nazionale del partito.
Il 31 gennaio 2015, in contrasto con la linea politica del NCD per l'elezione del Presidente della Repubblica, si dimette da portavoce del partito, e il 2 febbraio lascia definitivamente il partito non condividendo più il sostegno incondizionato dato ad Alfano al governo Renzi.
Lasciato l'NCD, molte fonti la indicano vicina alla Lega Nord, infatti il 28 febbraio aderisce alla manifestazione contro Matteo Renzi organizzata da Matteo Salvini a Roma. Il 1º aprile 2015 aderisce ufficialmente alla Lega Nord, divenendo il 25 novembre vice-presidente del suo gruppo parlamentare "Lega Nord e Autonomie - Noi con Salvini" alla Camera.

### Presidente della Commissione Attività produttive
Alle elezioni politiche del 2018 viene ricandidata alla Camera per la Lega sia nel collegio uninominale Lazio 1 - 12 (Guidonia Montecelio), sostenuta dalla coalizione di centro-destra, che nel collegio plurinominale Lazio 1 - 02; nell'uninominale viene sconfitta per una manciata di voti (soli 19) dal candidato del Movimento 5 Stelle Sebastiano Cubeddu, mentre nel plurinominale risulta eletta deputata per la terza volta. Nella XVIII legislatura della Repubblica è stata membro della Commissione speciale per l'esame di atti del governo, oltreché componente (2018-2022) e presidente (2018-2020) della 10ª Commissione Attività produttive, commercio e turismo.
Alle elezioni amministrative del 2021 si è candidata all'Assemblea Capitolina, tra le liste della Lega a sostegno del candidato sindaco di Roma del centro-destra Enrico Michetti, ma ottiene 2.889 preferenze, classificandosi come ultima della sua lista e non viene eletta consigliera comunale.
Alle elezioni politiche anticipate del 2022 viene ricandidata alla Camera, tra le liste della Lega per Salvini Premier nel collegio plurinominale Lazio 1 - 01 in terza posizione, ma non risulterà rieletta.

## Opinioni politiche
Barbara Saltamartini ha dichiarato che: «Rivedere la legge 194 non può essere un tabù ma piuttosto una necessità. […] A oggi manca la valorizzazione di tutti quegli aspetti della legge stessa che favoriscono la tutela della maternità, manca tutta l'attenzione alla prevenzione e al funzionamento dei consultori, manca insomma l'accento propositivo in favore della vita». «L'attuazione della 194 è stata pesantemente penalizzata, soprattutto nella prima parte che tutela la vita del nascituro e dà alle donne la possibilità di scegliere di portare avanti la gravidanza».